# 올림푸스 PEN E-PL2
PEN E-PL2(영어: Olympus PEN E-PL2)은 2011년 1월 출시된 올림푸스의 미러리스 렌즈 교환식 카메라이다. 올림푸스 PEN E-PL1의 후속이며, 그립부의 변경, AF 성능의 개선, 얼굴 인식 기능의 개선 등의 변화가 있다.

## 같이 보기
- 마이크로 포서즈 시스템
- 미러리스 카메라